# 伊藤春太郎
伊藤 春太郎（いとう はるたろう、1858年（安政5年3月）- 1913年（大正2年）3月11日）は、明治期の農業経営者、政治家。衆議院議員、愛知県中島郡稲沢町長。

## 経歴
尾張国中島郡平野村（愛知県中島郡平野村、五郷村、大江村、稲沢町を経て現稲沢市平野町）で生まれた。江間錦江に師事し漢学を修めた。農業を営む。
宮田用水普通水利組合委員、同土功会議員、中島郡徴兵参事員、地租編纂委員、愛知県勧業諮問会員などを務めた。1884年（明治17年）愛知県会議員に選出され、中島郡会議員も務めた。
1894年（明治27年）9月、第4回衆議院議員総選挙（愛知県第5区、国民協会）で当選し、その後、公同会に所属し衆議院議員に1期在任した。
1906年（明治39年）稲沢町長に就任し4期在任した。